# Now That's What I Call Music! 9 (série dos Estados Unidos)
Now That's What I Call Music! 9 é um álbum de vários artistas, lançado em 2002.